# Lijst van beschermd erfgoed in Luxemburg (provincie)
Deze pagina bevat een overzicht van de lijsten van beschermd erfgoed in Luxemburg, gerangschikt per Belgische gemeente. Het beschermd erfgoed maakt deel uit van het cultureel erfgoed in België.
- Lijst van beschermd erfgoed in Aarlen
- Lijst van beschermd erfgoed in Attert
- Lijst van beschermd erfgoed in Aubange
- Lijst van beschermd erfgoed in Bastenaken
- Lijst van beschermd erfgoed in Bertrix
- Lijst van beschermd erfgoed in Bouillon
- Lijst van beschermd erfgoed in Chiny
- Lijst van beschermd erfgoed in Daverdisse
- Lijst van beschermd erfgoed in Durbuy
- Lijst van beschermd erfgoed in Érezée
- Lijst van beschermd erfgoed in Étalle
- Lijst van beschermd erfgoed in Fauvillers
- Lijst van beschermd erfgoed in Florenville
- Lijst van beschermd erfgoed in Gouvy
- Lijst van beschermd erfgoed in Habay
- Lijst van beschermd erfgoed in Herbeumont
- Lijst van beschermd erfgoed in Hotton
- Lijst van beschermd erfgoed in Houffalize
- Lijst van beschermd erfgoed in La Roche-en-Ardenne
- Lijst van beschermd erfgoed in Léglise
- Lijst van beschermd erfgoed in Libin
- Lijst van beschermd erfgoed in Libramont-Chevigny

- Lijst van beschermd erfgoed in Manhay
- Lijst van beschermd erfgoed in Marche-en-Famenne
- Lijst van beschermd erfgoed in Martelange
- Lijst van beschermd erfgoed in Meix-devant-Virton
- Lijst van beschermd erfgoed in Messancy
- Lijst van beschermd erfgoed in Musson
- Lijst van beschermd erfgoed in Nassogne
- Lijst van beschermd erfgoed in Neufchâteau
- Lijst van beschermd erfgoed in Paliseul
- Lijst van beschermd erfgoed in Rendeux
- Lijst van beschermd erfgoed in Rouvroy
- Lijst van beschermd erfgoed in Sainte-Ode
- Lijst van beschermd erfgoed in Saint-Hubert
- Lijst van beschermd erfgoed in Saint-Léger
- Lijst van beschermd erfgoed in Tellin
- Lijst van beschermd erfgoed in Tenneville
- Lijst van beschermd erfgoed in Tintigny
- Lijst van beschermd erfgoed in Vaux-sur-Sûre
- Lijst van beschermd erfgoed in Vielsalm
- Lijst van beschermd erfgoed in Virton
- Lijst van beschermd erfgoed in Wellin